# Copa de la Liga 1984
Die Copa de la Liga 1984 war die zweite von vier Austragungen des spanischen Fußballligapokals Copa de la Liga. Der Wettbewerb begann am 6. Mai und endete am 30. Juni 1984. Teilnehmer waren neben den 18 Erstligisten der Saison 1983/84 auch die Vorjahressieger der unterklassigen Austragungen der Copa de la Liga: Atlético Madrileño aus der Segunda División, Sporting Gijón Atlético und Albacete Balompié aus der Segunda División B sowie Real Madrid Aficionados, die Drittmannschaft von Real Madrid, aus der viertklassigen Tercera División. Den Titel gewann Real Valladolid. Damit qualifizierte sich der Verein aus Kastilien und León, für den dies der erste große Titel der Vereinsgeschichte war, für den UEFA-Pokal 1984/85.

## Erste Runde
Die Hinspiele wurden am 6. und 9. Mai, die Rückspiele am 12., 13., 15. und 16. Mai 1984 ausgetragen.
|                         | Gesamt        |                    | Hinspiel | Rückspiel |
| ----------------------- | ------------- | ------------------ | -------- | --------- |
| FC Sevilla              | 1:1 (?:? i.E) | FC Valencia        | 1:0      | 0:1 n. V. |
| Real Madrid             | 3:4           | Atlético Madrid    | 1:1      | 2:3       |
| Espanyol Barcelona      | 6:2           | Real Murcia        | 2:1      | 4:1       |
| Real Valladolid         | 5:2           | Real Saragossa     | 1:0      | 4:2       |
| RCD Mallorca            | 4:2           | UD Salamanca       | 3:1      | 1:1       |
| Real Sociedad           | 2:0           | FC Cádiz           | 2:0      | 0:0       |
| CA Osasuna              | 6:2           | Albacete Balompié  | 1:1      | 5:1       |
| CD Málaga               | 3:0           | Atlético Madrileño | 1:0      | 2:0       |
| Real Madrid Aficionados | 0:3           | Sporting Gijón     | 0:0      | 0:3       |
| Sporting Gijón Atlético | 4:4 (?:? i.E) | Betis Sevilla      | 0:0      | 4:4 n. V. |

- Der FC Barcelona und Athletic Bilbao erhielten ein Freilos.

## Zweite Runde
Die Hinspiele wurden am 19. und 20. Mai, die Rückspiele am 27. Mai 1984 ausgetragen.
|                 | Gesamt |                 | Hinspiel | Rückspiel |
| --------------- | ------ | --------------- | -------- | --------- |
| Athletic Bilbao | 3:6    | Atlético Madrid | 1:3      | 2:3       |
| FC Barcelona    | 3:2    | Real Sociedad   | 3:0      | 0:2       |
| RCD Mallorca    | 4:1    | CD Málaga       | 2:1      | 2:0       |
| Sporting Gijón  | 4:2    | CA Osasuna      | 3:0      | 1:2       |

- Der FC Sevilla, Real Valladolid, Espanyol Barcelona und Betis Sevilla erhielten ein Freilos.

## Viertelfinale
Die Hinspiele wurden am 2. und 3. Juni, die Rückspiele am 9. und 10. Juni 1984 ausgetragen.
|                    | Gesamt        |                 | Hinspiel | Rückspiel |
| ------------------ | ------------- | --------------- | -------- | --------- |
| RCD Mallorca       | 4:4 (4:5 i.E) | FC Barcelona    | 2:1      | 2:3 n. V. |
| Espanyol Barcelona | 2:6           | Atlético Madrid | 0:2      | 2:4       |
| Sporting Gijón     | 1:2           | Betis Sevilla   | 0:1      | 1:1       |
| FC Sevilla         | 3:3 (?:? i.E) | Real Valladolid | 2:0      | 1:3 n. V. |

## Halbfinale
Die Hinspiele wurden am 16. Juni, die Rückspiele am 21. Juni 1984 ausgetragen.
|               | Gesamt |                 | Hinspiel | Rückspiel |
| ------------- | ------ | --------------- | -------- | --------- |
| FC Barcelona  | 2:4    | Atlético Madrid | 1:2      | 1:2       |
| Betis Sevilla | 2:3    | Real Valladolid | 2:0      | 0:3       |

## Finale

### Hinspiel
| Atlético Madrid                                    | Atlético Madrid | Real Valladolid | Real Valladolid |
| -------------------------------------------------- | --- | --- | --------------- |
| Atlético Madrid                                    | \| 26. Juni 1984 in Madrid (Estadio Vicente Calderón) \| \| Ergebnis: 0:0 \| \| Zuschauer: 30.000 \| \| Schiedsrichter: Ildefonso Urizar Azpitarte \|                                                                                        | \| 26. Juni 1984 in Madrid (Estadio Vicente Calderón) \| \| Ergebnis: 0:0 \| \| Zuschauer: 30.000 \| \| Schiedsrichter: Ildefonso Urizar Azpitarte \|                                           | Real Valladolid |
| Atlético Madrid                                    | Carlos Pereira – Mirko Votava, Miguel Ángel Ruiz, Juan Carlos Arteche, Tomás – Julio Prieto, Roberto Marina, Jesús Landáburu (65. Ricardo Ortega Mínguez) – Pedraza (72. Luis Mario Cabrera), Hugo Sánchez, Rubio Cheftrainer: Luis Aragonés | Carlos Fenoy – Miguel Aracil, Luis Miguel Gail, García Navajas, Richard – Jorge, Pepe Moré, Eusebio Sacristán – Patricio Yáñez, Jorge da Silva, Jesús Ángel López Cheftrainer: Fernando Redondo | Real Valladolid |
| 26. Juni 1984 in Madrid (Estadio Vicente Calderón) | | |                 |
| Ergebnis: 0:0                                      | | |                 |
| Zuschauer: 30.000                                  | | |                 |
| Schiedsrichter: Ildefonso Urizar Azpitarte         | | |                 |

### Rückspiel
| Real Valladolid                                                     | Real Valladolid | Atlético Madrid | Atlético Madrid |
| ------------------------------------------------------------------- | --- | --- | --------------- |
| Real Valladolid                                                     | \| 30. Juni 1984 in Valladolid (Nuevo Estadio Municipal José Zorrilla) \| \| Ergebnis: 3:0 n. V. \| \| Zuschauer: 33.000 \| \| Schiedsrichter: José Donato Pes Pérez \|                                                               | \| 30. Juni 1984 in Valladolid (Nuevo Estadio Municipal José Zorrilla) \| \| Ergebnis: 3:0 n. V. \| \| Zuschauer: 33.000 \| \| Schiedsrichter: José Donato Pes Pérez \|                                                          | Atlético Madrid |
| Real Valladolid                                                     | Carlos Fenoy – Miguel Aracil, Luis Miguel Gail, García Navajas, Richard – Jorge, Pepe Moré, Eusebio Sacristán (82. Paco Fortes) – Patricio Yáñez, Jorge da Silva, Jesús Ángel López (51. Luis Minguela) Cheftrainer: Fernando Redondo | Carlos Pereira – Mirko Votava, Miguel Ángel Ruiz, Juan Carlos Arteche, Tomás – Julio Prieto, Roberto Marina (77. Pedraza), Jesús Landáburu, Ricardo Ortega Mínguez (56. Víctor) – Hugo Sánchez, Rubio Cheftrainer: Luis Aragonés | Atlético Madrid |
| Real Valladolid                                                     | 1:0 Mirko Votava (98., ET) 2:0 Paco Fortes (106.) 3:0 Luis Minguela (113.) | | Atlético Madrid |
| Real Valladolid                                                     | Patricio Yáñez (81.), Richard (108.) | Víctor (67.) | Atlético Madrid |
| Real Valladolid                                                     | Luis Minguela (117.) | Pedraza (117.) | Atlético Madrid |
| 30. Juni 1984 in Valladolid (Nuevo Estadio Municipal José Zorrilla) | | |                 |
| Ergebnis: 3:0 n. V.                                                 | | |                 |
| Zuschauer: 33.000                                                   | | |                 |
| Schiedsrichter: José Donato Pes Pérez                               | | |                 |